# Crkva sv. Martina kod Kotišine
Crkva sv. Martina, rimokatolička crkva kod Kotišine, Grad Makarska, zaštićeno kulturno dobro.

## Opis dobra
Crkva sv. Martina izgrađena je u XV. stoljeću sjeverozapadno od sela Kotišine. Izvorno jednobrodna svođena građevina s polukružnom apsidom stilski pripada romaničko-gotičkim građevinama, obnovljena je u XVII. stoljeću pri čemu je doživjela manje preinake. Crkva je znatno oštećena u potresu 1962. godine, kada je srušen svod i veći dio ziđa. Sačuvano je zapadno pročelje s vratima u kamenim pragovima i rozetom. Oko crkve je staro groblje koje danas nije u funkciji.

## Zaštita
Pod oznakom Z-5521 zavedena je kao nepokretno kulturno dobro - pojedinačno, pravna statusa zaštićena kulturnog dobra, klasificirano kao "sakralna graditeljska baština".